# Кочевка Первая (Ярославская область)
Кочевка Первая (возможны написания Кочевка-1 или Кочевка 1-я) – деревня на территории Николо-Кормской сельской администрации Покровского сельского поселения Рыбинского района Ярославской области .
Деревня расположена на правом берегу реки Корма, в её верхнем течении, выше её на том же берегу на расстоянии около 1 км находится деревня Лебедево, а далее вверх по течению следует сетка канав, пересекающих болото Чистый Мох, в этих канавах и находится исток реки Корма. С противоположной, левой берегу на расстоянии около 1 км от реки на автомобильной дороге Р104 на участке Углич-Рыбинск расположена деревня Мостовица.
Деревня Кочевка указана на плане Генерального межевания Рыбинского уезда 1792 года.
Численность постоянного населения на 1 января 2007 года – 7 человек .  По почтовым данным в деревне 17 домов.
Транспортное сообщение деревни через рейсовый автобус в соседней деревне Мостовица связывает деревню с Рыбинском, Мышкиным и Угличем. Администрация сельского поселения в поселке и центр врача общей практики находится в посёлке Искра Октября (по дороге в сторону Рыбинска). В селе Никольском (в сторону Углича) – центр сельской администрации,  почтовое отделение  , школа, клуб. Действующая церковь и кладбище в селе Николо-Корма.